# Győző
Győző  è un nome proprio di persona ungherese maschile.

## Origine e diffusione
Riprende semplicemente il termine ungherese győző, che vuol dire "vincente"; è pertanto analogo, per significato, ai prenomi Vittorio, Vijaya e Nike.

## Onomastico
Non esistono santi che portano questo nome, quindi è adespota. L'onomastico può essere festeggiato in occasione di Ognissanti, il 1º novembre. In Ungheria un onomastico laico è fissato al 3 novembre.

## Persone
- Győző Burcsa, calciatore ungherese

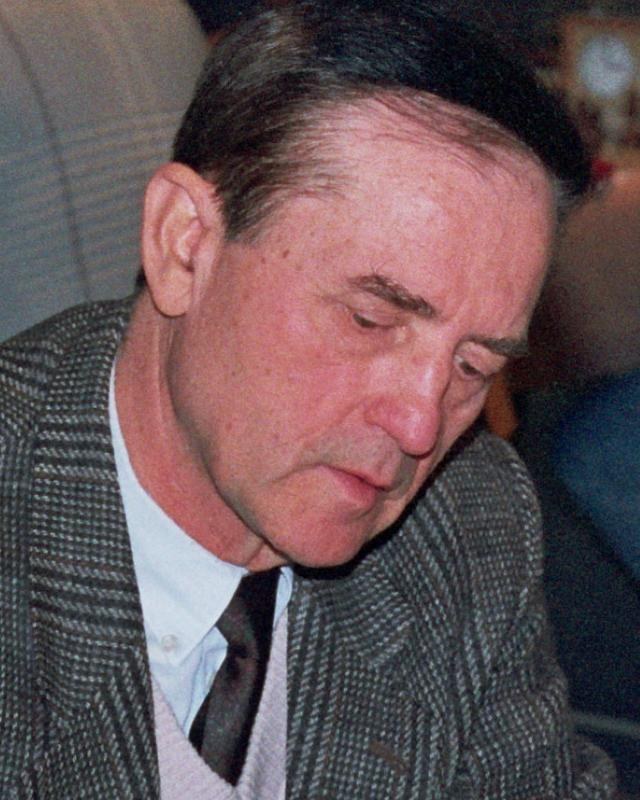
Győző Forintos

- Győző Czigler, architetto ungherese
- Győző Forintos, scacchista ungherese
- Győző Kulcsár, schermidore ungherese
- Győző Martos, calciatore ungherese